# Jef Van Der Linden
Jef Van Der Linden (Antwerpen, 1927. november 2. – 2008. május 8.) belga labdarúgóhátvéd.
A belga válogatott tagjaként részt vett az 1954-es labdarúgó-világbajnokságon.